# Henning Axel Nielsen
Henning Axel Nielsen (født 23. oktober 1938 i Bangkok) er en dansk økonom og tidligere administrerende direktør.
Nielsen er søn af søn af direktør og generalkonsul Axel I. Nielsen og er uddannet cand.polit. fra Københavns Universitet og har desuden en MBA-grad fra University of Wisconsin. Han blev i 1964 ansat som sekretær i Økonomiministeriet og kom i 1968 til Byggeriets Realkreditfond (senere BRFkredit) som direktionssekretær. I 1976 blev han administrerende direktør samme sted. Her var han frem til 1990, og var i perioden desuden direktør for Danmarks Skibskreditfond og Landsbankernes Reallånefond. Efter tiden i BRFkredit har han beskæftiget sig med rådgivning om økonomiske forhold i Baltikum. 
Henning Axel Nielsen har desuden haft en række bestyrelses- og formandsposter, bl.a. i Realkreditrådet og Værdipapircentralen, ligesom han fra 1986 til 1990 var bestyrelsesformand for Københavns Fondsbørs. 